# فرنسيس إم. ليمان
فرنسيس إم. ليمان هو سياسي أمريكي، ولد في 12 يناير 1840 في غود هوب في الولايات المتحدة، وتوفي في 18 نوفمبر 1916 في مدينة سولت ليك في الولايات المتحدة بسبب ذات الرئة.